# Paulo César Carpegiani
Paulo César Carpegiani (ur. 7 lutego 1949 w Erechim) – brazylijski piłkarz występujący na pozycji pomocnika, a obecnie trener piłkarski.

## Kariera piłkarska

### Kariera klubowa
Paulo César Carpegiani zawodową karierę rozpoczynał w 1970 w SC Internacional. Dwa razy z rzędu sięgał z nim po tytuł mistrza kraju - w 1975 i 1976 roku. Łącznie dla Internacionalu Carpegiani rozegrał 77 meczów i strzelił 31 bramek. W 1977 roku przeniósł się do CR Flamengo. W 1980 roku wywalczył trzecie w swojej karierze mistrzostwo Brazylii, po czym zakończył karierę. W barwach Flamengo brazylijski piłkarz wystąpił łącznie w 55 spotkaniach i zdobył 29 goli.

### Kariera reprezentacyjna
W reprezentacji swojego kraju Carpegiani grał w latach 1973–1978. W 1974 roku Mário Zagallo powołał go na Mistrzostwa Świata. Brazylijczycy na mundialu tym zajęli czwarte miejsce przegrywając w pojedynku o brązowy medal z Polską 1:0. Carpegiani wystąpił w sześciu meczach turnieju. Łącznie dla drużyny narodowej rozegrał 30 pojedynków, w których trzynaście razy wpisał się na listę strzelców.

## Kariera trenerska
W 1981 roku Carpegiani rozpoczął karierę trenerską. Pierwszym prowadzonym przez niego zespołem było CR Flamengo. Następnie był kolejno trenerem Al-Nasr, SC Internacional, SE Palmeiras, Náutico Recife, Coritiba FBC, Cerro Porteño, Barcelona SC oraz znów Cerro Porteño i Coritiba FBC. W 1996 roku został selekcjonerem reprezentacji Paragwaju. W 1998 roku pojechał z nią na Mistrzostwa Świata. Paragwajczycy zostali wyeliminowani w 1/8 finału przez późniejszym triumfatorów turnieju - Francuzów. Po mistrzostwach Carpegiani trenował São Paulo FC, CR Flamengo, Athletico Paranaense, Cruzeiro EC, reprezentację Kuwejtu oraz Corinthians Paulista. Największe sukcesy brazylijskiego trenera to Copa Libertadores i Puchar Interkontynentalny w 1981 roku oraz mistrzostwo Brazylii w 1982 roku z Flamengo, a także mistrzostwo Paragwaju w 1994 roku z Cerro Porteño.